# Actium californicum
Actium californicum är en skalbaggsart som först beskrevs av Leconte 1878.  Actium californicum ingår i släktet Actium och familjen kortvingar. Inga underarter finns listade i Catalogue of Life.